# Harry Potter: Hogwarts Mystery
Harry Potter: Hogwarts Mystery è un videogioco sviluppato da Jam City e pubblicato da Portkey Games per dispositivi Android e iOS. Il gioco è stato distribuito il 25 aprile 2018.

## Trama
Il gioco è ambientato nei sette anni scolastici che precedono gli eventi narrati nel primo capitolo del primo libro, tra il 1984 (tre anni dopo la sconfitta di Lord Voldemort) e il 1991 (l'anno prima che Harry Potter arrivi a Hogwarts). Il protagonista del gioco, difatti, non è Harry Potter, bensì un nuovo studente o studentessa di Hogwarts, intento a scoprire la verità dietro la scomparsa di suo fratello Jacob, espulso dalla scuola cercando le proibite e misteriose Sale Maledette. Dopo avere ricevuto la famosa lettera d'ammissione alla scuola di magia e stregoneria, il protagonista conosce a Diagon Alley Rowan Khanna, che successivamente diventa il suo migliore amico e lo seguirà sempre nelle sue innumerevoli avventure alla ricerca delle Sale Maledette, oltre alla verità che ha portato la scomparsa di Jacob. 
Una volta arrivato al castello il protagonista si mette subito in cattivi rapporti con Merula Snyde, una Serpeverde del primo anno che farà di tutto per mostrare di essere migliore del protagonista in tutte le materie, mettendolo anche in ridicolo davanti al professor Piton.
Il protagonista sceglie dunque di farsi insegnare dal professor Vitious degli incantesimi di fattura per sfidarla a duello e batterla, guadagnandosi una punizione da parte dei professori ma anche l'amicizia di Penny Haywood, la Tassorosso del primo anno più popolare della scuola, Ben Copper, un timido Grifondoro, e Bill Weasley, il prefetto di Grifondoro.

## Personaggi
I personaggi di questo gioco sono:
- Il/la protagonista: Il giocatore è libero di dargli il nome, il genere, l'aspetto e la casa di appartenenza che vuole. Mentre frequenta le lezioni, vuole ritrovare a tutti i costi suo fratello, ottenendo il titolo di Spezzaincantesimi della scuola, data la sua bravura nel fermare le maledizioni delle Sale Maledette. La sua più grande paura è l'Oscuro Signore Voldemort. Dopo il diploma a Hogwarts potrà scegliere il suo lavoro e fare la sua vita da mago.
- Rowan Khanna: il migliore amico del protagonista (o la migliore amica della protagonista). Il genere e la Casa di appartenenza di Rowan sono le stesse del protagonista. È un topo di biblioteca, che sogna di diventare il più giovane insegnante di Hogwarts, la sua famiglia coltiva alberi il cui legno è usato per le bacchette. La sua più grande paura è fallire gli esami, nel sesto anno morirà per colpa di Madame Rakepick e ha un fratello di nome Ashok.
- Il prefetto (Angelica Cole e Bill Weasley per Grifondoro, Jane Court per Tassorosso, Chester Davies per Corvonero e Felix Rosier per Serpeverde): cambia a seconda della casa scelta dal giocatore. Dà al protagonista dei consigli su come recuperare punti persi. Il protagonista dal quarto anno in poi, ha la chance di succedergli.
- Ben Copper: un Grifondoro nato babbano, sempre insospettito e spaventato. È la vittima preferita di Merula. Dopo gli eventi del quinto anno acquisisce più fiducia in sé stesso ma anche troppa imprudenza. Dopo l'anno 7 a Hogwarts diventa un magizoologo.
- Penny Haywood: una Tassorosso molto popolare che conosce sempre tutti i pettegolezzi della scuola, sorella maggiore di Beatrice Haywood ed è esperta in pozioni. La sua più grande paura sono i lupi mannari.
- Beatrice Haywood: sorella Tassorosso di Penny Haywood. Il protagonista la incontrerà all'inizio del quinto anno. Inizialmente timida, dopo il quinto anno diventerà incredibilmente spavalda e si affiancherà a Ismelda Murk cercando di prendere le distanze da Penny. Verso la fine dell'anno 7 ucciderà Madame Rakepick e finirà ad azkaban.
- Talbott Winger: Corvonero animagus dal carattere schivo e misterioso: i suoi genitori erano oppositori a Voldemort, ma furono scoperti e uccisi dai Mangiamorte poiché scoprirono dai registri del Ministero che i Winger erano animagus, per tale ragione Talbott non si è mai registrato per timore di essere scoperto. Inizialmente lui e il protagonista non legheranno tanto ma la cosa cambierà in seguito, quando Talbott insegnerà al giocatore a diventare animagus a sua volta. La sua forma animale è un rapace simile al nibbio bruno.
- Diego Caplan: Tassorosso abilissimo nei duelli e ballerino occasionale. Il protagonista lo conoscerà grazie a Merula, quando lei gli proporrà un avversario più abile per i duelli.
- Tulip Karasu: Corvonero dall'animo ribelle e amante degli scherzi, inizialmente amica di Merula e poi del protagonista. La sua più grande paura è non avere amici, è pessima nel canto ma nonostante ciò è molto simpatica e gentile.
- Barnaby Lee: Serpeverde gentile ma non molto intelligente, inizialmente amico di Merula, poi del protagonista. La sua più grande paura sono i clown ed è considerato uno dei duellanti più forti tra i Serpeverde.
- Andre Egwu: Corvonero appassionato di Quidditch (nonché Cercatore di riserva e poi Portiere dei Corvonero) e di moda. Aiuta Madama Hooch con le nuove dimostrazioni di volo su scopa. Aiuterà il protagonista in diverse missioni con i suoi consigli di moda e sport.
- Jae Kim: Grifondoro coreano con il pallino del contrabbando, con più di un contatto a Notturn Alley. Viene tenuto frequentemente in punizione nelle cucine.
- Badeea Ali: una Corvonero musulmana con la passione della pittura. È riuscita ad inventare degli incantesimi da zero, desidera diventare una pittrice magica e realizzare quadri che si animano come quelli della scuola.
- Lizard "Liz" Tuttle: ragazza Serpeverde che si occupa spesso delle creature magiche usate dal professor Kettleburn per le sue lezioni.
- Ninfadora Tonks: una Tassorosso Metamorfomagus (ossia una strega in grado di cambiare aspetto) patita di scherzi. I suoi capelli cambiano colore in base al suo stato d'animo. Diventerà un'Auror e si sposerà con Remus Lupin durante gli ultimi libri di Harry Potter. Il suo Patronus è una lepre (sostituito poi da una lupa, dopo il fidanzamento con Lupin) e la sua più grande paura è perdere i suoi poteri di Metamorfomagus.
- Bill Weasley: un Grifondoro primogenito dei Weasley, due anni più grande del protagonista. Lo aiuta nella ricerca delle Sale e con alcuni consigli in incantesimi dei prossimi anni. La sua più grande paura è perdere la sua famiglia.
- Charlie Weasley: Grifondoro secondogenito dei Weasley, appassionato di draghi e le altre creature magiche. Dal quarto anno in poi accompagnerà spesso il protagonista nelle sue avventure.
- Percy Weasley: Grifondoro terzogenito Weasley. Il più serio e sofisticato della famiglia. Mira all'avere il ruolo di prefetto e caposcuola, riuscendoci. Nei libri, diverrà poi un membro del Ministero della Magia.
- Fred e George Weasley: gemelli Grifondoro quartogeniti della famiglia Weasley, caratterizzati da un animo simpatico e scherzoso: il loro sogno, difatti, è quello di creare il migliore negozio di scherzi magici del paese.
- Cedric Diggory: Tassorosso amico di Penny Haywood che conoscerà il protagonista durante il sesto anno. Negli eventi del quarto libro, prenderà parte al Torneo Tremaghi e morirà per mano di Codaliscia, prossimo a resuscitare Voldemort.
- Chiara Lobosca: una Tassorosso lupa mannara albina. Dopo un incidente dovuto all'aver ferito un'amica in tenera età ha cercato di non farsi degli amici, al di fuori di altri lupi mannari come Remus Lupin che ha aiutato donandogli le sue pozioni antilupo anche a spese della propria trasformazione. Sogna di diventare Guaritrice e infatti in certe occasioni aiuta Madame Pomfrey.
- Merula Snyde: una Serpeverde antipatica e sleale, migliore amica di Ismelda e anche lei interessata alle Sale Maledette. Gran parte del suo odio è dovuto al fatto che i suoi genitori sono ad Azkaban. Alla fine tuttavia aiuterà il protagonista a trovare Jacob e nell’avventura del coro delle rane è brava nel canto.
- Ismelda Murk: migliore amica Serpeverde di Merula Snyde. È segretamente innamorata di Barnaby Lee e appoggia apertamente Voldemort.
- Barberus Bragges: è un ragazzo dal volto dipinto, fanatico del Quidditch che gira sempre con la faccia dipinta della casa del protagonista. Inventa quiz sul Quidditch che il protagonista deve risolvere nel corso della sua formazione come membro della squadra.
- Skye Parkin: celebre cacciatrice della casa del protagonista, la sua famiglia è composta da membri famosi del Quidditch.
- Orion Amari: capitano e cacciatore di Quidditch della casa del protagonista. Considera la squadra come la sua famiglia, in quanto orfano, e i suoi metodi hippie, per quanto strambi, si rivelano molto utili.
- Murphy McNully: annunciatore di Quidditch disabile della casa del protagonista. Ha la capacità di parlare quasi all'infinito, usando sempre un linguaggio statistico, quasi non accorgendosi di tirarla per le lunghe.
- Erika Rath: è la forte e silenziosa battitrice di Corvonero (o di Serpeverde, se il protagonista ha scelto Corvonero come sua casa). È piuttosto misteriosa e introversa, tanto che la gente la scambia per una persona impulsiva e vendicativa (Skye prima di tutti), in realtà è solo tenace. Nella seconda stagione di Quidditch, aiuterà il protagonista a migliorare le sue tecniche da Battitore per la finale, diventando amici.
- Albus Silente: il preside di Hogwarts. Sempre calmo e risoluto. Sembra essere a conoscenza di tutto, ma lascia sempre fare ogni cosa agli studenti. Possiede una fenice di nome Fanny (Fawkes nel gioco).
- Minerva McGranitt (McGonagall nel gioco): insegnante Animagus di trasfigurazione e responsabile della casa di Grifondoro. Offre al protagonista lezioni di trasfigurazione avanzata ed è la direttrice della casa di Grifondoro.
- Pomona Sprite (Sprout nel gioco): insegnante di erbologia e direttrice della casa di Tassorosso.
- Filius Vitious (Flitwick nel gioco): insegnante in parte goblin di incantesimi e direttore di Corvonero. È il professore preferito del protagonista che aiuta insegnandogli incantesimi da esperto, imponendogli/imponendole però di usarli solo in caso di estrema necessità.
- Severus Piton: insegnante di pozioni (anche se brama per la cattedra di Difesa contro le Arti Oscure, di cui ne è il supplente) e direttore della casa di Serpeverde. Sembra disprezzare chi non fa parte dei Serpeverde, mentre fa spesso uscire dai guai senza neanche una perdita di punti gli studenti della propria Casa. A volte però sgrida duramente o ingiustamente il protagonista anche se questo è un Serpeverde.
- Rubeus Hagrid: guardiacaccia Mezzogigante di Hogwarts. Ha un cane di nome Thor (Zanna nel gioco), ma si occupa di altre creature che pascolano nei dintorni della scuola, offrendone alcuni al protagonista in diverse missioni secondarie del gioco (ciò lo porterà a diventare il prossimo insegnante di Cura delle Creature Magiche, al ritiro di Kettleburn).
- Rolanda Bumb (Hooch nel gioco): insegnante di volo e arbitro delle partite di Quidditch.
- Sibilla Cooman (Sybil Trelawney nel gioco): insegnante di divinazione. Pare una ciarlatana e difatti si potrebbe considerarla tale, in quanto la divinazione è una branca molto imprecisa della magia, basata spesso sull'ambiguità, ed più efficace su chi ha il "dono" di vedere nel futuro. Nei libri è rivelato che Silente la tiene ad Hogwarts in quanto è colei che ha predetto la caduta di Voldemort e non vuole che finisca tra le grinfie dei Mangiamorte per questo.
- Silvanus Kettleburn: professore di Cura delle Creature Magiche pieno di cicatrici e graffi, senza l’occhio sinistro, con un gancio al posto della mano sinistra e una protesi al posto della gamba destra, tutte ricavate/perse per mano di creature pericolose, anche se ciò non ha mai intaccato il suo ottimismo. Tra gli eventi de La camera dei segreti e Il prigioniero di Azkaban, si ritira e Hagrid prende il suo posto.
- Cuthbert Rüf (Binns nel gioco): insegnante di Storia della Magia, è un fantasma robusto e calvo. È estremamente noioso e i suoi studenti si addormentano durante le sue lezioni a causa della sua voce monotona.
- Aurora Sinistra: insegnante di Astronomia, è una donna alta e di colore e dai vestiti gialli e neri.
- Arif Sikander: insegnante di Babbanologia durante il settimo anno. Rimpiazza Quirinus Raptor (Quirrell nel gioco) dopo che questo si ritira per un viaggio in Albania.
- Madama Poppy Chips (Pomfrey nel gioco): severa infermiera della scuola.
- Argus Gazza (Filch nel gioco): arcigno custode magonò della scuola che non fa altro che sperare che le vecchie e barbariche punizioni tornino in vigore nella scuola. Ha una gatta di nome Mrs Purr (Mrs Norris nel gioco) con cui pare comunicare.
- Madama Irma Pince: severa bibliotecaria della scuola.
- Professori di Difesa contro le Arti Oscure: variano ogni anno in quanto pare che in passato Tom Riddle, il futuro Voldemort quando chiese il posto di insegnante di tale la materia, Silente glielo proibì e da allora Tom lanciò una maledizione, in modo che Hogwarts debba cambiare professore ogni anno (il che è precisato nella serie di libri).
  - Patricia Rakepick: insegnante di difesa contro le arti oscure durante il quinto anno e addetta alla sicurezza delle Sale Maledette durante il quarto.
- Jacob: è il fratello maggiore del protagonista. Considerato uno studente portatore di guai a causa della sua ossessione per le Sale Maledette, scompare durante la sua ricerca ma prima di essere dato per disperso ha lasciato in giro per il castello una serie di messaggi trasfigurati. Ricompare ogni tanto nel corso del sesto anno aiutando il protagonista in diverse occasioni.
- Lucius Malfoy: (presunto ex) Mangiamorte e capo del consiglio di amministrazione di Hogwarts. Durante una sua ispezione alla scuola, affida al protagonista e a Merula il compito di fare da guida al figlio Draco.
- Draco Malfoy: piccolo figlio di Lucius, appare durante l'ispezione del padre e viene affidato al/alla protagonista e a Merula per fargli da guida.
- Dobby: umile e maltrattato elfo domestico dei Malfoy.

Il gioco varierà in base alle scelte fatte dal giocatore che andranno a incidere sulla personalità del personaggio che avrà dei valori per coraggio, empatia e ingegno. Lo svolgimento del gioco cambierà anche in base alla casa scelta, al rendimento scolastico nelle varie lezioni e ai livelli di amicizia instaurati con i vari personaggi.